# Finca del Secretario
La Finca del Secretario es un yacimiento arqueológico de origen romano situado en el litoral del municipio de Fuengirola, en la provincia de Málaga, Andalucía, España. 

## Descripción
Se trata de una villa romana situada en un terreno llano, probablemente de origen aluvial, en la margen izquierda del arroyo de Pajares. Toda la extensión del yacimiento, tanto al sur como al norte de la variante de la carretera N-340, presenta restos de materiales correspondientes al yacimiento, aunque su localización se hace difícil por el tipo de vegetación dominante. Todavía pueden distinguirse materiales de construcción, como tégulas y restos de estucos, que pudieron pertenecer a una escalera aparecida en el sector y trasladada posteriormente para su conservación, además de fragmentos de cerámica común y algunas sigillatas. El conjunto de los materiales estudiados por los investigadores del yacimiento parece corresponderse a una utilización prolongada del espacio por los habitantes de una villa que cronológicamente tendría su auge entre el siglo II y el III d. C., aunque sus orígenes podrían remontarse al siglo I d. C. y su epílogo llegaría probablemente hasta el siglo V d. C.
La villa, a juicio de los restos encontrados (piletas de salazón, ánforas, etc.) tendría una funcionalidad industrial de cara al aprovechamiento de su proximidad al mar. Entre los materiales más destacados que ha ofrecido esta villa pueden resaltarse una escultura acéfala de realización local, conocida como la Venus de Fuengirola, y los restos de una escalinata de mampostería y ladrillo, con paredes revestidas de estuco pintado que, una vez restaurada, se trasladó fuera de su emplazamiento general en 1988, ubicándose en la actualidad en el interior de un inmueble, propiedad del municipio, en las cercanías del río Fuengirola.

## Centro de visitantes
El 19 de julio de 2019 se inauguró el centro de recepción de visitantes del yacimiento romano donde puede apreciarse la recreación de unas termas romanas, tal y como funcionaban en el yacimiento. El 26 de enero de 2021 se restauró y se expuso en el centro de visitantes la Venus de Fuengirola, la escultura de mayor relevancia hallada hasta ahora en el yacimiento romano, junto con otras quince piezas nuevas.